# Военно-морские силы КНДР
Военно-морские силы Корейской народной армии (кор. 조선인민군 해군?, 朝鮮人民軍海軍?) — одна из составных частей Корейской Народной Армии, наряду с Военно-воздушными силами, Сухопутными войсками и Силами специальных операций КНДР.

## Состав
По состоянию на 2008 год, численность ВМФ КНДР составляла 46 000 человек, на 2012 год — 60 000. Срок службы по призыву 5-10 лет.
Штаб ВМФ расположен в Пхеньяне. Существенную часть ВМФ составляют силы береговой охраны. ВМФ способны проводить операции по защите границы в прибрежной зоне, наступательные и оборонительные операции, минирования и обычные рейдовые операции. Вместе с тем, из-за несбалансированности состава флот имеет ограниченные возможности по контролю морских пространств, сдерживающих действий или борьбе против подводных лодок. Свыше 60 % боевых кораблей КНДР располагается на передовых базах вблизи демилитаризованной зоны.
Основной задачей ВМФ является поддержка боевых действий сухопутных войск против армии Южной Кореи. ВМФ способен проводить ракетные и артиллерийские обстрелы прибрежных целей.
КНДР строит собственные малые и средние подводные лодки, главным образом на судоверфях Нампхо и Вонсана.
Командование ВМФ имеет в подчинении два флота, Восточный и Западный, в составе 16 боевых групп. В силу географического положения обмен кораблями между флотами отсутствует.

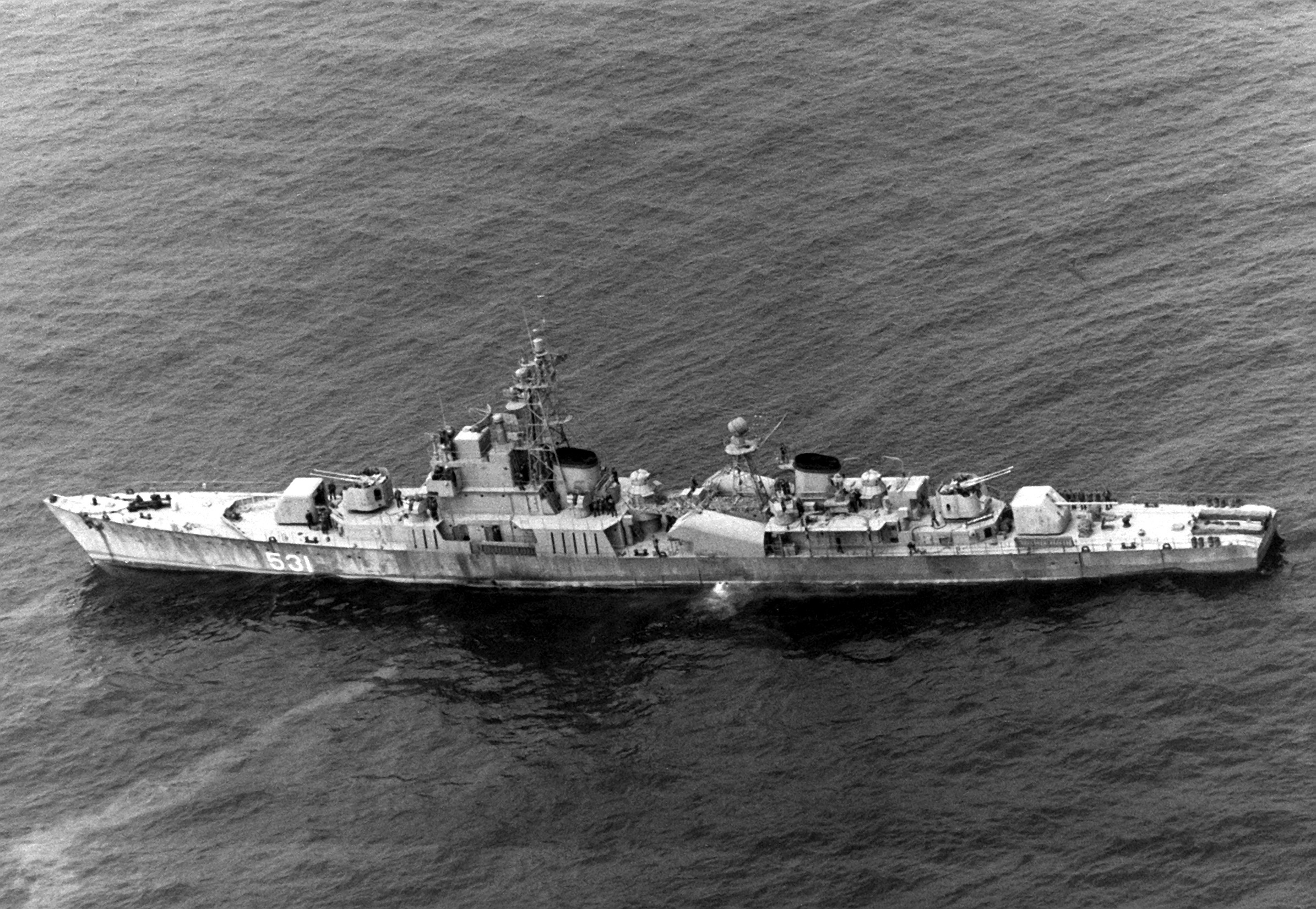
Фрегат класса «Наджин» ВМФ КНДР

- Западный флот, состоящий из 6 эскадр в составе примерно 300 кораблей и судов, действует в акватории Жёлтого моря. Штаб флота расположен в Нампхо, основные порты базирования — Пипха-гот (Pip’a-got) и Сагот (Sagot), меньшие базы — Чхо-до (кор. 초도, англ. Ch'o-do) и Таса-ни (Tasa-ri). В составе флота находятся бригада десантных катеров, две бригады охраны водного района, четыре дивизиона ракетных катеров, четыре дивизиона подводных лодок, отдельный дивизион охраны водного района.
- Восточный флот, состоящий из 10 эскадр в составе примерно 470 кораблей и судов, действует в Японском море. Штаб флота расположен в Тхэйдонге (T’oejo-dong), основные порты базирования — Наджин и Вонсан, меньшие базы — Чхахо (кор. 차호), Чхонджин (кор. 창전), Мян До и Пуам-ни (Puam-ni). В составе флота находятся две бригады десантных катеров, две бригады охраны водного района, бригада катеров, дивизион фрегатов УРО, три дивизиона ракетных катеров, отдельный дивизион торпедных катеров, три дивизиона подводных лодок, отдельный дивизион сверхмалых подводных лодок (диверсионно-разведывательных сил).

Подводный флот децентрализован. Подводные лодки базируются в Чхахо (Ch’aho), Маянгдо (Mayangdo) и Пипха-готе (Pip’a-got).
В составе флота находятся 5 корветов УРО (из них 2 — типа «Наджин», 1 — типа «Сохо»), 18 малых противолодочных кораблей, 4 советских подводных лодки проекта 613, 23 китайских и советских подводных лодок проекта 033 (проекта 633), 29 малых подводных лодок проекта «Санг-О», более 20 сверхмалых подводных лодок, 34 ракетных катера (10 проекта 205 «Оса», 4 класса «Хуанфен», 10 «Сочжу», 12 проекта 183 «Комар»; на вооружении катеров стоят ПКР П-15 Термит или китайские CSS-N-1 SCRUBBRUSH), 150 торпедных катеров (около половины — отечественной постройки), катера огневой поддержки (в том числе 62 класса «CHAHO»), 56 больших (6 «Хайнань», 12 «Тэчжон», 13 «Шанхай-2», 6 «Чонджу», 19 «СО-1») и более 100 малых патрульных катеров, 10 малых десантных кораблей «Хантэ» (способных перевозить по 3-4 лёгких танка), до 120 десантных катеров (в том числе около 100 «Нампо», созданных на базе советского торпедного катера П-6, имеющих скорость до 40 узлов и дальность действия до 335 км и способных перевозить до 30 полностью экипированных десантников), до 130 катеров на воздушной подушке, 24 тральщика «Юкто-1/2», 8 плавучих баз сверхмалых подводных лодок, спасательное судно подводных лодок, 4 гидрографических судна, минные заградители.

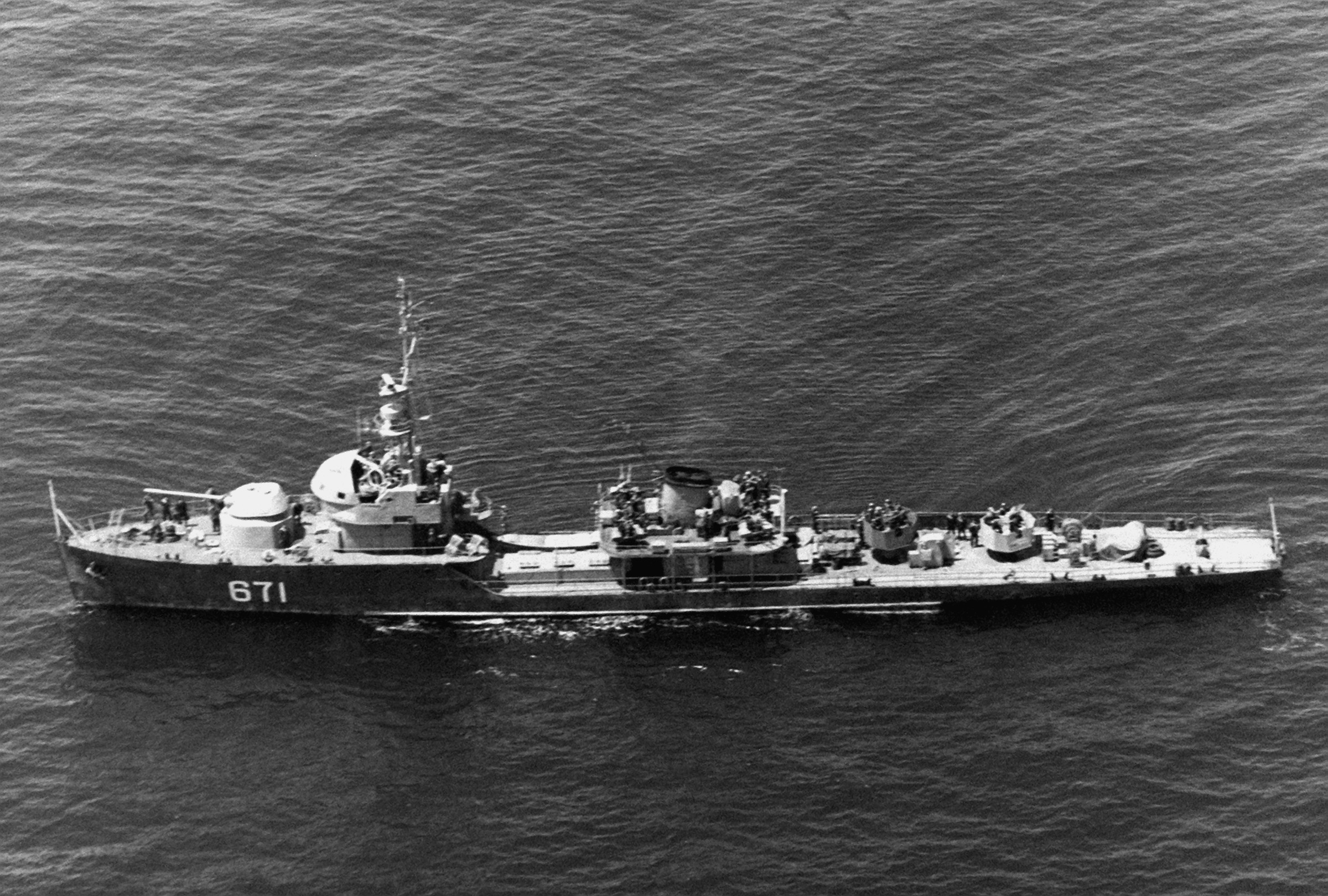
Патрульное судно ВМФ КНДР

Применение высокоскоростных ракетных и торпедных катеров позволяет проводить внезапные атаки на корабли противника. Подводные лодки могут быть использованы для блокирования морских коммуникаций, постановки минных заграждений и высадки войск, а также для спецопераций.
В составе ВМФ имеется две снайперские бригады на кораблях-амфибиях.
В состав береговых войск входят два полка (тринадцать дивизионов противокорабельных ракет) и шестнадцать отдельных артиллерийских дивизионов береговой артиллерии. На вооружении береговых батарей находятся ракеты класса «земля — море» С-2 «Сопка», CSSC-2 SILKWORM (китайская копия советской П-15М), and CSSC-3 SEERSUCKER с дальностью поражения до 95 км, а также береговые артиллерийские установки калибра 122/130/152 мм.

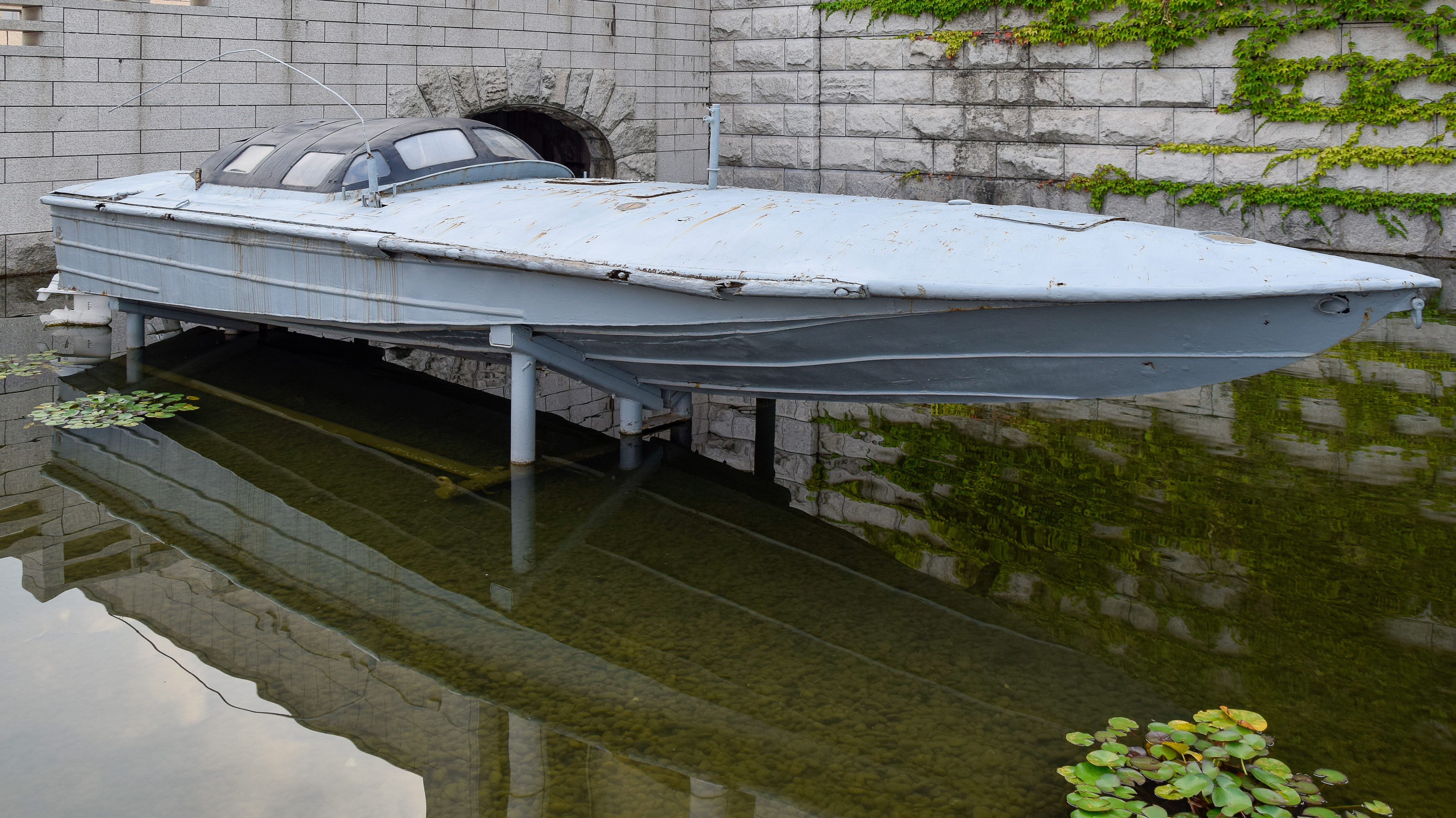
Полупогружаемый катер КНДР

В Военно-морском флоте КНДР используются полупогружённые катера, используемые 137-й эскадрой ВМФ для высадки солдат сил специального назначения с моря. Благодаря своему низкому профилю эти катера слабо различимы с помощью радаров. Скорость на поверхности воды составляет до 45 узлов (83 км/ч), скорость в полупогружённом состоянии — 4 узла (7,4 км/ч).
Помимо боевых кораблей, под прямым управлением Министерства народных вооружённых сил находятся 10 грузовых судов.

## История

### Создание флота
История ВМС КНДР берет своё начало с 5 июня 1946 г., когда при помощи советских советников в Вонсане были сформированы Силы морской Охраны Северной Кореи. Первоначально морские силы подчинялись министерству внутренних дел Северной Кореи, но с получением торпедных катеров и формированием 2-го дивизиона ТКА 29 августа 1949 г. морские силы были переформированы в отдельный род войск.
К 1950 г. Военно-морской флот КНДР имел в своем составе:
- 1-й дивизион сторожевых кораблей — три морских охотника типа ОД-200
- 2-й дивизион торпедных катеров — пять катеров типа Г-5 (база Вонсан)
- 3-й дивизион тральщиков — два бывших американских тральщика типа YMS и один бывший японский
- дивизион строящихся кораблей — 7 кораблей водоизмещением 250 и 800 т;
- одну плавучую базу
- один военный транспорт водоизмещением 2000 т (бывший американский, перешедший из Южной Кореи в октябре 1949 г.)
- шесть разных катеров и шхун (водоизмещением 60-80 т)
- два полка морской пехоты
- артиллерийский полк береговой обороны
- зенитно-артиллерийский полк (24 37-мм орудия МЗА и 12 85-мм орудий СЗА)
- три военно-морские базы (Вонсан — ГВМБ, Нампхо, Сочхо)
- военно-морское училище в Вонсане.

### Война в Корее 1950—1953
В ходе Войны в Корее 1950—1953 годов военно-морской флот КНДР, потеряв значительную часть судов после вмешательства в войну США и их союзников, использовал для боевых действий на море лишь рыбачьи кунгасы и шхуны. Флоту КНДР приходилось действовать в условиях превосходства военно-морского флота противника. Среди задач флота в ходе войны важнейшими были: высадка тактических десантов на занятое противником побережье и постановка минных заграждений.
С другой стороны, в ходе войны была значительно усилена береговая оборона. Если в начале войны в составе ВМФ имелись лишь отдельные полки морской пехоты, то позднее они были доукомплектованы до четырёх отдельных бригад, а на последних этапах войны — в артиллерийско-пулеметные бригады.
Начальником штаба по разработке тактики ведения боевых действий был советский кореец Ким Чир Сен, получивший за руководство одной из успешных успешной военных атак против американского крейсера «Балтимор» звание Героя КНДР. На первом этапе войны основной задачей ВМФ КНДР была высадка тактических десантов в тылу отступающих южнокорейских войск с целью содействия сухопутным войскам КНА. Наиболее существенными операциями этого этапа стали высадки морского десанта Кореи в районах Каннын и Самчхок на восточном побережье Кореи.
Ещё одной важной задачей была высадка десантов на занятых противником островах вблизи восточного и западного побережья в целях воспрепятствовать осуществления с них разведки и блокирования морских путей. Высадка осуществлялась, как правило, с рыбацких кунгасов и шхун, вооружённых полевыми орудиями и пулемётами.
На протяжении всей войны значительное внимание командованием ВМФ КНДР уделялось постановке минных заграждений. Ещё в июле 1950 года штаб флота разработал схему постановки мин на подходах к основным портам и бухтам как Северной, так и Южной Кореи. Постановка мин осуществлялась рыболовецкими судами с базы Нампхо вдоль восточного побережья Кореи и с базы Вонсан — вдоль западного. К августу 1950 года минно-заградительный флот насчитывал 35 судов и 23 команды минёров. Минные заграждения ставились в основном банками, по 5-6 мин в каждой. В период 1950—1951 годов в общей сложности была поставлена 2741 мина. Постановка мин вследствие слабого прикрытия с моря и с воздуха осуществлялась в ночное время, а сами заграждения по возможности прикрывались береговой артиллерией. Наличие мин в прибрежных водах значительно снизило активность флота противника и заставило его пересмотреть характер боевых действий. Одним из значительных успехов в ходе постановки минных заграждений северокорейскими моряками стал срыв операции по высадке морского десанта в порту Вонсан в октябре 1950 года, что позволило избежать окружения Корейской Народной Армии и её уничтожения на юге Кореи.
Береговые батареи, развёрнутые для защиты от кораблей противника, противодесантной обороны и защиты минных заграждений, были оборудованы в основном полевыми орудиями среднего калибра. На важнейших участках береговой линии оборону осуществляли также батальоны морской пехоты. Плотность обороны побережья была крайне невысокой, в среднем для защиты 50-60 км участка берега использовалась одна трёхорудийная батарея. Для компенсации малочисленности береговой обороны эффективно использовались подвижные батареи. Тем не менее, для борьбы с береговыми батареями американские войска были вынуждены стянуть значительное количество кораблей и самолётов. Кроме того, батареи лишили корабли противника возможности подходить близко к берегу и вести прицельный обстрел прибрежных и сухопутных войск КНА.

### ВМФ КНДР в послевоенный период
- 23 января 1968 малым противолодочным кораблём и тремя торпедными катерами КНДР при поддержке авиации было захвачено разведывательное судно ВМС США «Пуэбло[англ.]» (класса AGER). Судно находилось в территориальных водах КНДР с целью определения характера деятельности ВМС Северной Кореи и разведки радиотехнической обстановки в районе её восточного побережья, а также для слежения за военными кораблями СССР в районе Цусимского пролива и определения реакции КНДР и Советского Союза на ведение кораблем разведки в Японском море. Корабль был обстрелян из 57-мм орудия и пулемётов, а затем отбуксирован в порт Вонсан. После 11 месяцев плена экипаж «Пуэбло» был освобождён, а сам корабль длительное время находился у причала г. Вонсан в качестве музея[7]. В конце 1990-х годов «Пуэбло» был скрытно перебазирован в Жёлтое море, вошёл в реку Тэдон и теперь является одной из туристических достопримечательностей столицы КНДР. Перебазирование прошло незамеченным для американских и южнокорейских сил.
- В феврале 1985 подводная лодка проекта 633, построенная в КНДР, затонула в Жёлтом море со всем экипажем. По официальной северокорейской версии, подлодка была потоплена рыболовным сейнером, однако скорее всего она была потоплена американскими или южнокорейскими силами. В спасательной операции принимали участие корабли ВМФ СССР ПМ-37 «Акварель» и  «Саяны», при поддержке СКР в боевом охранении[8].
- 18 сентября 1996 близ города Каннын на побережье Японского моря была обнаружена застрявшая на мели подводная лодка КНДР (по натовской классификации тип «Akula»). На лодке находилось 26 членов экипажа и бойцов спецназа КНДР. Военнослужащие КНДР оставили лодку и попытались пешком уйти от южнокорейских войск. Бо́льшая часть из них погибла, один был взят в плен и ещё один смог уйти в КНДР.
- В июне 1998 подводная лодка ВМФ КНДР запуталась в рыболовных сетях вблизи южнокорейского города Сокчо. Экипаж лодки совершил самоубийство.
- 18 декабря 1998 полупогружённый катер КНДР было потоплено судами ВМФ Южной Кореи в 56 милях южнее Yokji-do[источник не указан 1544 дня].
- В период с 7 по 15 июня 1999 20 рыболовецких судов КНДР и 7-8 патрульных катеров пересекли морскую границу с Южной Кореей. Суда были блокированы кораблями ВМФ Южной Кореи, и 15 июня произошёл огневой контакт, в результате которого один торпедный катер КНДР был потоплен, а несколько судов получили повреждения.
- 29 июня 2002 несколько южнокорейских кораблей вторглись в территориальные воды КНДР около острова Ёнпхёндо и произошёл огневой контакт. В результате боя был потоплен катер Южной Кореи и повреждены 2 катера КНДР[9].
- 27 марта 2010 в Жёлтом море у острова Пэннёндо был торпедирован и потоплен корвет «Чхонан» ВМС Южной Кореи. Согласно некоторым источникам, корвет, возможно, стал жертвой атаки ПЛ ВМС КНДР. В результате инцидента погибли или пропали без вести 46 из 104 человек экипажа[10].